# Mayrhofen
Mayrhofen – gmina targowa w Austrii, w kraju związkowym Tyrol, w powiecie Schwaz zamieszkałą przez 3760 mieszkańców (stan na sierpień 2022). Leży w dolinie Zillertal, w regionie Tyrol. Do Mayrhofen prowadzi wąskotorowa linia kolejowa z Jennbach od długości 32 km.

## Sport
Gmina oferuje możliwość uprawiania wielu sportów, zarówno zimowych jak i letnich. Z racji tego, że leży w pobliżu lodowca Hintertux, położonego na wysokości 3250 m, na nartach można tu jeździć przez cały rok.
Na pobliski szczyt Penken prowadzi kolej gondolowa Penkenbahn. W centrum Mayrhofen ma dolną stację jeszcze jedna kolej linowa Ahornbahn, prowadząca do kotła pod szczytem Ahornspitze. Z miejscowości prowadzą liczne szlaki górskie.

## Osoby urodzone w Mayrhofen
- Peter Habeler, wspinacz
- Uli Spieß, narciarz

## Współpraca
Miejscowości partnerskie:
- Bad Homburg vor der Höhe, Niemcy (od 1956)[5]
- Bad Tölz, Niemcy
- Beilngries, Niemcy
- Cabourg, Francja (od 1956)[5]
- Chur, Szwajcaria (od 1956)[5]
- Mondorf-les-Bains, Luksemburg (od 1956)[5]
- Terracina, Włochy (od 1956)[5]